# Jogos Equestres Mundiais de 2010
Os Jogos Equestres Mundiais de 2010 (oficialmente 2010 Alltech FEI World Equestrian Games) foram realizados na cidade estadunidense de Lexington, no Kentucky, entre os dias 25 de setembro e 10 de outubro de 2010. Esta foi a sexta edição dos jogos, que são promovidos a cada quatro anos pela Fédération Équestre Internationale (FEI). Pela primeira vez, eventos paraolímpicos foram adicionados na programação. Esta também foi a primeira vez que a competição foi realizada por uma cidade fora da Europa.
Alltech, uma empresa sediada na localidade de Nicholasville, próxima à Lexington, patrocinou os Jogos de 2010. O patrocínio era avaliado em US$ 10 milhões.